# Tarnów
Tarnów, pronunciat  ˈtarnuf (?·pàg.) en polonès;(alemany: Tarnau, jiddisch טארנא, Torna) és una ciutat situada al voivodat de Petita Polònia, a Polònia. Amb 111,376 habitants, és la segona ciutat més poblada del voivodat després de la capital, Cracòvia. La seva àrea metropolitana supera els 269,000 habitants.
La ciutat té una catedral gòtica construïda al segle xv, ruïnes d'un castell dels Tarnowski i un museu d'art. Existeixen en aquesta ciutat fàbriques de maquinària agrícola i de vidre.

## Etimologia i localització

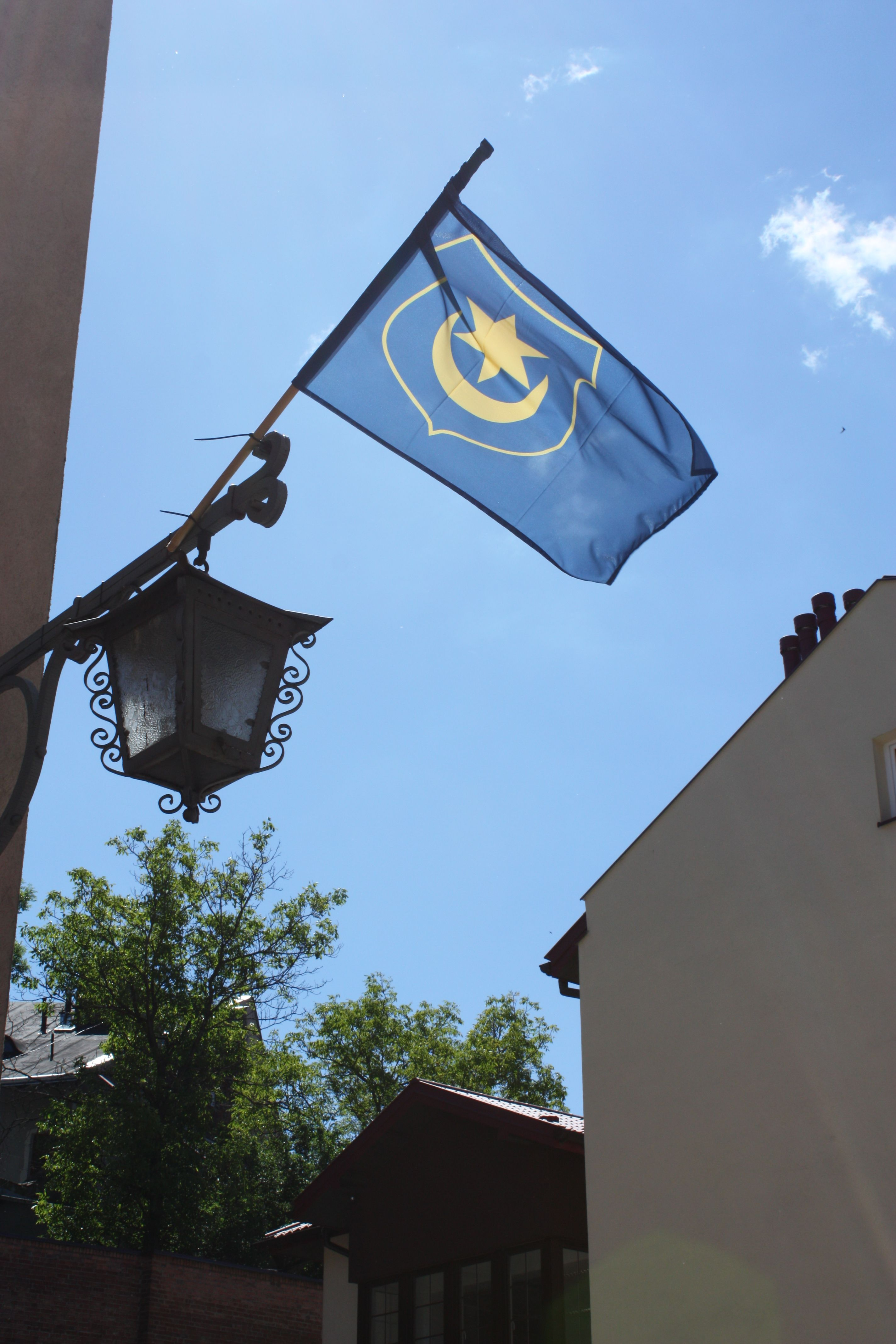

Tarnów es troba als turons dels Carpats, als rius Dunajec i Biała. La ciutat ocupa una superfície de 72.4 km², i està dividida en setze districtes, coneguts en polonès com a osiedla. A pocs quilòmetres a l'oest de la ciutat es troba el districte de Moscice, construït a finals de 1920, juntament amb una gran planta química. El districte va ser nomenat així en honor d'un antic president de Polònia, Ignacy Mościcki.
A la primera menció documental de l'assentament (1105), el nom apareixia escrit com a Tharnow. Posteriorment el nom va evolucionar a Tarnowo (1229), Tarnów (1327), i Tharnow (1473). Aquest nom de lloc, Tarnów, és utilitzat àmpliament, en diferents formes, al llarg de l'Europa eslava, i de les terres que solien ser habitades pels eslaus, com ara l'est d'Alemanya, Hongria, i el nord de Grècia. Existeix una vila alemanya, Tarnow, grega, Tírnavos (també es pot trobar escrit com a Tírnovo), txeca, Trnov, búlgara Veliko Tàrnovo i Malko Tàrnovo, així com diferents Trnovos/Trnowos a Eslovènia, Eslovàquia, Sèrbia, Bòsnia i Macedònia. El nom Tarnów prové d'una antiga paraula eslava, trn /taran, que significa "espina" o una àrea coberta per plantes espinoses.

## Història
El primer esment de Tarnów és de l'any 1124. A la ciutat se li conferí l'estatut de ciutat el 7 març de 1330 per part de Spicymir Leliwita. Aquest mateix any, es va completar el castell, del qual en l'actualitat només en queden les ruïnes. Durant aquesta època, van venir molts colons alemanys procedents de Cracòvia i de l'actual Nowy Sącz a Tarnów. El 1376 s'esmenta per primera vegada una església. Els primers jueus es van establir al segle xv. Al segle xvi molts d'aquests eren escocesos, incloent famílies amb noms com Dun, Huyson i Nikielson que van estar involucrats en el comerç de llarga distància. Durant diversos segles, Tarnów fou una ciutat privada fins que l'últim propietari, el Príncep Eustachy Sanguszko va renunciar al govern el 1787.
Després de la Primera partició de Polònia l'any 1772 Tarnów pertanyé a la part ocupada per Àustria. L'any 1785 es va fundar la diòcesi catòlica de Tarnów. El 1846 es va produir un aixecament camperol contra la Monarquia dels Habsburg. En 1856 la ciutat va rebre connexió amb el ferrocarril de Karl-Ludwig (Cracòvia-Lviv). La ciutat tenia el 1860 24.627 habitants, dels quals 11.349 eren jueus. A finals del segle xix, Tarnów era una ciutat comercial important en l'antic territori de la corona austríaca de Galítsia. Amb una institució teològica educativa, una seminari episcopal, un col·legi de formació del professorat i un Obergymnasium, la ciutat era també un important centre educatiu.
Al maig de 1915, es va produir en l'espai entre Tarnów i Gorlice l'Ofensiva de Gorlice-Tarnów, que va acabar amb una de les pitjors derrotes derrotes de l'Exèrcit Imperial Rus en la Primera Guerra Mundial.
El 14 de juny de 1941, es va dur a terme, per part de la Gestapo, el primer transport de presoners, principalment cristians polonesos, a Auschwitz, per tal d'alleujar les presons locals. Dels 728 presoners d'aquest transport van sobreviure només al voltant de 200 al final de la Segona Guerra Mundial. Durant l'Holocaust en la Segona Guerra Mundial prop de 20.000 jueus polonesos van ser empresonats i assassinats pels ocupants alemanys en un camp de trànsit i milers, des d'aquí van ser deportats als camps d'extermini, principalment a Belzec. Aquest campament de recollida / gueto va ser "liquidat" el setembre del 1943- Grans parts de la ciutat van ser destruïdes. L'alliberament de la ciutat per part de l'Exèrcit Roig va tenir lloc el 18 de gener de 1945.

## Fills Il·lustres
- Leo Rostal, (1901-1983), violoncel·lista.

## Cultura i llocs d'interès

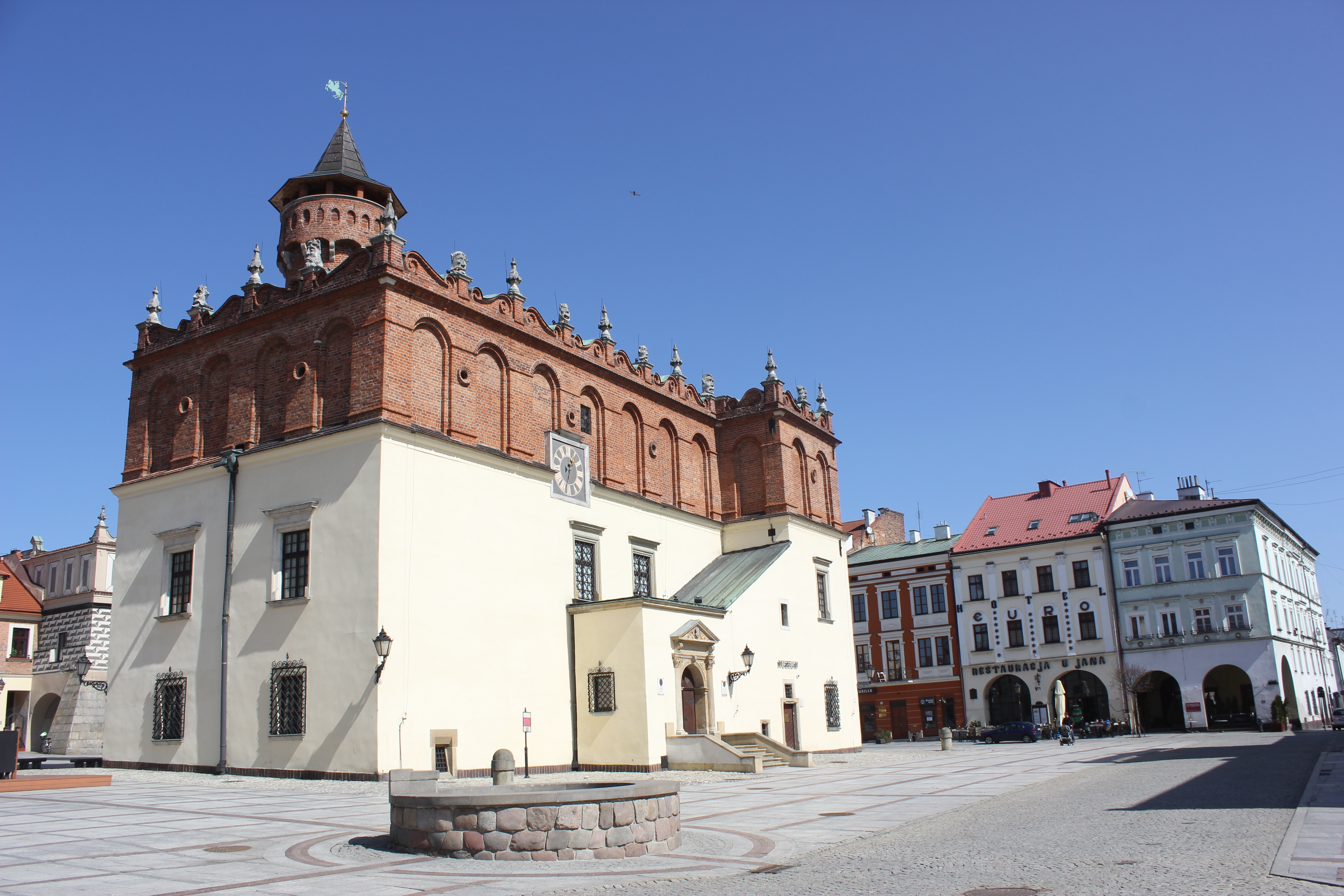
Ajuntament de Tarnów

### Museus
- Museu diocesà (pl. Muzeum Diecezjalne w Tarnowie)
- Museu de la regió de Tarnów (pl. Muzeum Okręgowe)

### Edificis
Entre les atraccions turístiques de la ciutat es poden esmentar:
- La Catedral de Santa Maria (pl. Najświętszej Maryi Panny), des del 1972 basílica menor. Va ser construïda al segle XUV i reconstruïda diverses vegades en el segle xv i xix.
- La Plaça del Mercat amb l'ajuntament dels segles XV i XVI i nombroses cases de la ciutat dels segles xvi i xviii.
- Les restes de la sinagoga (Bima) dels segles xvii i XIX

## Educació
- Małopolska Wyższa Szkoła Ekonomiczna
- Państwowa Wyższa Szkoła Zawodowa in Tarnów
- Wyższa Szkoła Biznesu
- Escola Secundària Joan Pau II a Tarnów

## Esports
- Unia Tarnów - equip d'speedway, campionat de Polònia en 2004, 2005 i 2012. Patrocinat per la fàbrica de nitrat Mościce- També anomenat Jaskółki (orenetes)
- ZKS Unia Tarnów - Zakładowy Klub Sportowy Unia Tarnów (Societat esportiva club unió Tarnów) - Equip de futbol que actualment juga a la Liga okręgowa
- Tarnovia Tarnów - Equip de futbol que actualment juga a la Liga okręgowa
- Unia Tarnów - equip de bàsquet masculí que juga a la Lliga polonesa de bàsquet

## Ciutats agermanades
Tarnów està agermanada amb:
| - Trenčín a Eslovàquia - Kiskőrös a Hongria - Schoten a Bèlgica - Blackburn al Regne Unit - Casalmaggiore a Itàlia - Veszprém a Hongria | - Nowy Sącz a Polònia - Kotlas a Rússia - Ternòpil a Ucraïna - Bila Tserkva a Ucraïna - Vínnitsia a Ucraïna |